# 1888 aux échecs
| Années des échecs : 1885 - 1886 - 1887 - 1888 - 1889 - 1890 - 1891    |
| Décennies des échecs : 1850 - 1860 - 1870 - 1880 - 1890 - 1900 - 1910 |

Cet article présente les faits marquants de l'année 1888 aux échecs.

## Championnats nationaux
- Empire allemand : Pas de championnat du Congrès[1].
- Canada : Nicholas MacLeod remporte le championnat[2].

- Écosse : George Henry Mackenzie remporte le championnat[3]

## Naissances
- 19 novembre : José Raúl Capablanca

## Nécrologie
- 30 mars : Augustus Mongrédien
- 19 mai : Hermann  Hirschbach, musicien et joueur d’échecs allemand. Il est l’auteur de la variante Hirschbach[Note 1] du gambit Evans de la partie italienne.
- 20 juin : Johannes Zukertort
- 28 octobre : Armand Edward Blackmar